# Остани уз мене (филм)
Остани уз мене (енгл. Stand by Me) је амерички филм о одрастању из 1986. године, режисера Роба Рајнера. Заснован је на новели Тело из 1982. коју је написао Стивен Кинг, а назив филма је изведен из истоимене песме Бена Е. Кинга. Вил Витон, Ривер Финикс, Кори Фелдман и Џери О’Конел глуме четири дечака који 1959. године крећу у авантуру како би пронашли леш несталог дечака, а у међувремену се суочавају са насилником, кога глуми Кифер Садерланд.
Филм је био номинован за Оскара за најбољи адаптирани сценарио, као и два Златна глобуса: за најбољи драмски филм и најбољег режисера.

## Радња
Писац Горди Лаченс чита новински чланак о човеку избоденом у ресторану. Горди се присећа догађаја из детињства када су он, његов најбољи пријатељ Kрис Чемберс и још двојица пријатеља, Теди Душамп и Верн Тесио, путовали да пронађу тело несталог дечака у близини града Kасл Рок у Орегону, током викенда за празник рада у септембру 1959. године.
Родитељи дванаестогодишњег Гордија сувише су заузети туговањем због недавне смрти старијег брата Денија да би Гордију посветили иоле пажње. Док тражи новац који је закопао испод трема својих родитеља, Верн чује свог старијег брата Билија како разговара са својим пријатељом Чарлијем о проналажењу тела несталог дечака, Реја Брауера, ван града. Били не жели да пријави леш јер би то могло да скрене пажњу на чињеницу да су он и Чарли недавно украли аутомобил. Kада Верн каже Гордију, Kрису и Тедију, четворица дечака — у нади да ће постати локални хероји — одлучују да пођу у потрагу за телом. Након што је Kрис украо очев пиштољ, он и Горди налете на локалног хулигана „Ејса” Мерила и Kрисовог старијег брата „Ајбола” Чемберса. Ејс прети Kрису запаљеном цигаретом и краде Гордијеву качкет Јенкија, који је био поклон од Денија.
Четири дечака почињу своје путовање. Након што су се зауставили на отпаду како би наточили воду, ухваћени су од стране власника Мајла Пресмана и његовог пса Чопера. Они беже преко ограде, а Мајло назива Тедијевог ментално болесног оца „лудаком” и руга му се због тога. Теди, бесан, покушава да нападне Мајла, али га други дечаци спречавају. Њих четворица настављају свој поход, а Kрис охрабрује Гордија да испуни свој потенцијал писца упркос неодобравању његовог оца. Током преласка железничког моста, дечаке умало не убије воз који се приближава. Верн, који највише заостаје, има прилику да скочи, али почиње да паничи док га Горди не спаси.
Те вечери Горди прича пријатељима причу коју је смислио, о Дејвиду „Великогузом” Хогану, гојазном дечаку који је стално малтретиран. У потрази за осветом, Великогузи учествује у такмичењу у једењу пита и намерно повраћа, изазивајући масовно повраћање међу такмичарима и публиком. Те ноћи, Kрис се поверава Гордију да мрзи кад га људи повезују са репутацијом његове породице. Он признаје да је украо новац за млеко у школи, међутим, каже Гордију да је касније признао и вратио новац учитељици. Упркос томе, Kрис је суспендован и учитељица је тајно потрошила новац на себе уместо да га преда својим надређенима. Схрван учитељичином издајом, Kрис се сломи и плаче.
Следећег дана, дечаци пливају преко језерцета и откривају да је пуно пијавица. Горди се онесвести након што пронађе пијавицу у свом доњем вешу. После још пешачења, дечаци проналазе тело Реја Брауера. Ово откриће је трауматично за Гордија, који пита Kриса зашто је његов брат Дени морао да умре и тврди да га отац мрзи. Kрис се не слаже, тврдећи да Гордија отац једноставно не познаје добро.
Ејс и његова банда стижу, говоре да ће преузети тело и прете да ће пребити четворицу дечака ако се умешају. Kада Kрис увреди Ејса и одбије да се повуче, Ејс извуче нож и планира да га нападне. Горди узима пиштољ и пуца у ваздух, а затим упери пиштољ на Ејса. Ејс захтева оружје, али Горди одбија. Ејс изазива Гордија питајући га да ли планира да убије целу банду, а Горди одговара: „Не, Ејс. Само тебе.” Ејс и његова банда се повлаче, заклињући се на освету. Четири дечака, слажући се да не би било у реду да било ко добије заслуге за проналазак тела, пријављују то властима путем анонимног телефонског позива. Они се враћају у Kасл Рок и разилазе се.
У садашњости, одрасли Горди пише мемоаре о њиховом путовању и наводи да су се Теди и Верн удаљили од њега и Kриса убрзо након што су уписали средњу школу. Горди открива да је Kрис касније отишао на факултет и постао адвокат. Док је покушавао да прекине тучу у ресторану, избоден је насмрт. Упркос томе што Kриса није видео више од деценије, Горди каже да ће му заувек недостајати.
Горди завршава своју причу следећим речима: „Никад касније нисам стекао пријатеље попут оних које сам имао када ми је било дванаест година. Исусе, зар је ико?” Одвоји тренутак да размисли о томе, а затим изађе напоље да се игра са својим сином и пријатељом свог сина.

## Улоге
| Глумац            | Улога                  |
| ----------------- | ---------------------- |
| Вил Витон         | Гордон „Горди” Лаченс  |
| Ричард Драјфус    | писац / одрасли Горди  |
| Ривер Финикс      | Крис Чемберс           |
| Кори Фелдман      | Теди Душамп            |
| Џери О’Конел      | Верн Тесио             |
| Кифер Садерланд   | Џон „Ејс” Мерил        |
| Кејси Семашко     | Били Тесио             |
| Џон Кјузак        | Денис „Дени” Лаченс    |
| Маршал Бел        | господин Лаченс        |
| Франсес Ли Мекејн | госпођа Лаченс         |
| Гари Рајли        | Чарли Хоган            |
| Бредли Грег       | Ричард „Ајбол” Чемберс |